# Paralelní polis

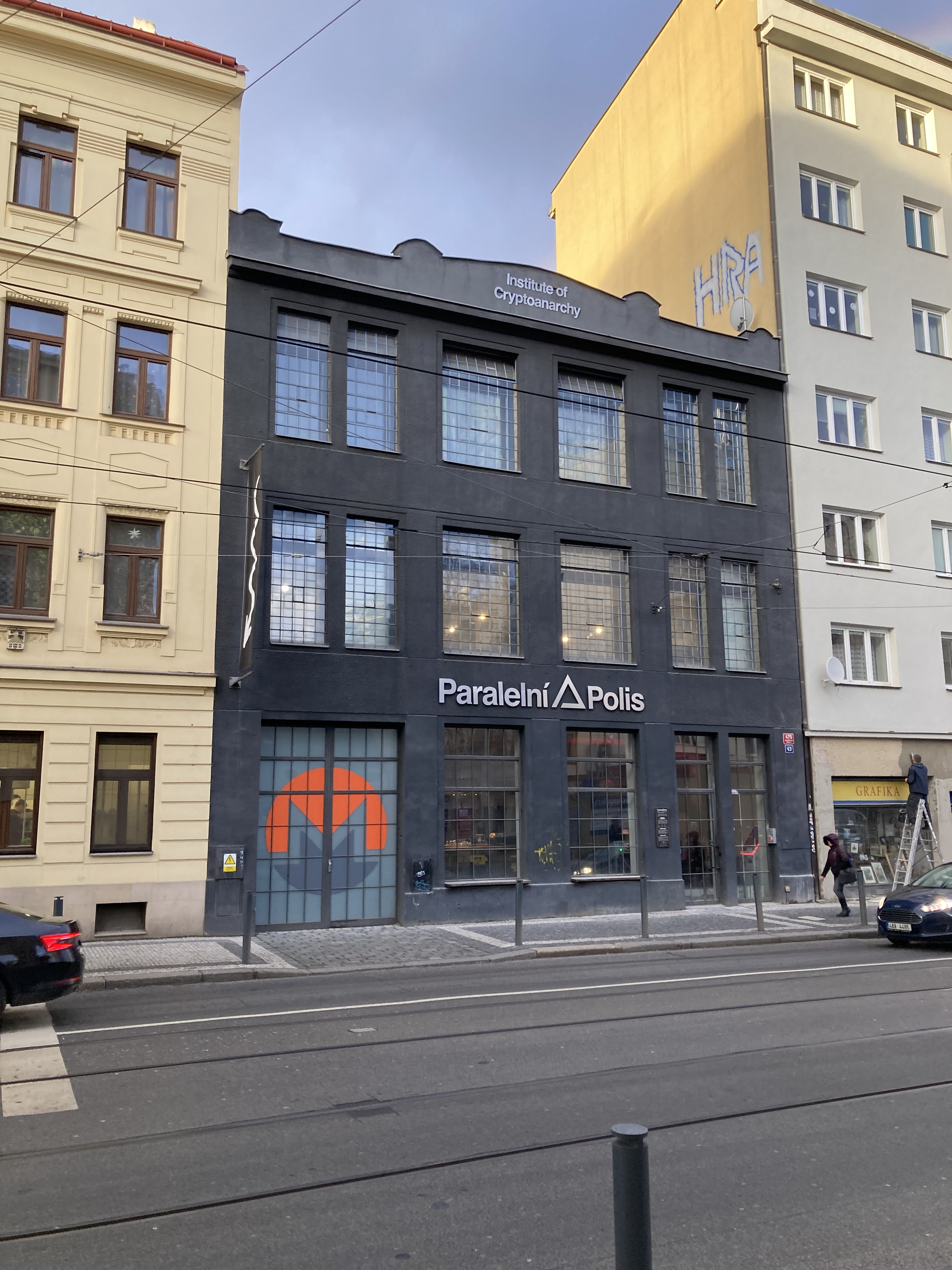
Budova „Paralelní polis“ - Praha, Dělnická.

Politologicko-společenský koncept paralelní polis byl vytvořen českým disidentem a politickým myslitelem Václavem Bendou v souvislosti s hnutím Charta 77. Vedle dalších angažovaných filosofů se i Benda snažil o teoretické uchopení společenského dění v kruzích disentu – tzv. druhé kultury neboli undergroundu – které poprvé popsal v textu Paralelní polis z roku 1978. Benda si jako politolog všiml organického vznikání nové společenské struktury, která se začala rodit v uměleckých a intelektuálních kruzích jako nástroj vymanění se z totalitního komunistického režimu. Rozpoznal následující základní pilíře této nové „obce“: 
1. neustálé hlídání a ověřování míry občanských práv a svobod, které má stát tendenci omezovat – paralelní polis tvoří lidé, kteří se aktivně zasazují za svá práva a chrání je,
2. paralelní „druhá“ kultura – underground, nezávislá kultura a různé sféry umění jsou provozovány a rozvíjeny bez povolení a podpory ze strany veřejné moci,
3. paralelní školství a věda, které představují realizaci práva na svobodné vzdělávání a rozvoj vědeckého bádání (bytové semináře, různé vzdělávací spolky, akademie apod.),
4. paralelní informační systém jako výraz práva na svobodné šíření informací (samizdatové vydávání tiskovin, neoficiální časopisy, sborníky apod.),
5. paralelní ekonomika: „Politická moc pokládá tuto oblast za rozhodující prostředek pro svévolné ovládání občanů a současně ji co nejpřísněji reglementuje.“[1] Systém ekonomiky disentu byl založen na vzájemnosti a důvěře v jednotlivé osoby, tzn. jednalo se o přirozený zárodek reputačního principu a hledání směnných prostředků, které nebudou závislé na centrálně kontrolovaných měnových nástrojích,
6. vytváření paralelních politických struktur a podporování jejich rozvoje. Stínové politické struktury mají být v inkubačním prostředí paralelní polis vyvíjeny do takové funkční podoby, že budou schopny nahradit vládnoucí autoritářský režim,
7. paralelní zahraniční politika má být nástrojem paralelní společnosti pro stabilizaci a zakotvení hnutí v mezinárodním kontextu a hledání potenciálních materiálních i myšlenkových zdrojů.

Tyto dílčí paralelní struktury však nejsou uzavřenou množinou, ale naopak by měly vznikat další na všech frontách odporu proti autoritářskému státu. Cílem paralelní polis by podle Václava Havla, Ivana M. Jirouse, Milana Šimečky a dalších osobností disentu, které o konceptu diskutovaly, měla být tzv. nezávislá společnost. Tím je myšlena společnost, která není pokořena zákony a rozhodnutími zástupců veřejné moci, ale společnost, která je založená na vlastních hodnotách, které jí nejsou vnucovány centrální autoritou, a podle toho je konstituovaná a organizovaná. Nezávislá společnost je vůči státní moci v rovném postavení a má před státní mocí přednost při sebeorganizaci a sebezajištění. 
„Dalo by se dokonce říct, že skutečnou a nejdůležitější ‚paralelní polis’ dnes nepředstavuje ‚disidentský svět’, ale svět smýšlení a privátních zájmů celé společnosti, která sice jednou rukou dává totalitní moci to, co na ní bezpodmínečně vyžaduje, ale druhou si zároveň dělá vše, co sama chce a co nemá s vůlí této moci pranic společného.“
Po revoluci v roce 1989 nebyla tomuto konceptu věnována přílišná pozornost.[zdroj?]